# Hirtodrosophila jacobsoni
Hirtodrosophila jacobsoni är en tvåvingeart som först beskrevs av Oswald Duda 1926.  Hirtodrosophila jacobsoni ingår i släktet Hirtodrosophila och familjen daggflugor. Inga underarter finns listade i Catalogue of Life.